# Unión de Rugby de Tucumán
La Unión de Rugby de Tucumán (URT) es la unión que controla el juego de rugby en la provincia de Tucumán, Argentina. 
Organiza el Torneo Regional del Noroeste, competición en la que participan también clubes de Salta y Santiago del Estero.
La URT es la responsable del seleccionado de rugby de Tucumán, conocido como Los Naranjas, que participa en la Zona Campeonato del Campeonato Argentino de Rugby. También está a cargo del seleccionado de Tucumán Desarrollo, del seleccionado juvenil de Menores de 17 años denominado Los Naranjitas y del seleccionado de Seven Tucumán 7´s ,.  En rugby femenino se encuentras los seleccionados Mayores y Juveniles.
Actualmente está presidida por Santiago Taboada.

## Inicios del rugby en Tucumán
Aunque el rugby se jugó por primera vez en Tucumán en 1915, de la mano de estudiantes ingleses radicados temporalmente en la provincia, el primer partido organizado formalmente se dio en 1924. Fue en el estadio del Club Atlético Tucumán y enfrentó al CASI, por entonces múltiple campeón de la Unión de Rugby del Río de la Plata, con un combinado de jugadores de otros clubes de Buenos Aires.
En 1935 un combinado tucumano enfrentó a uno santiagueño, nuevamente en Atlético Tucumán, imponiéndose los locales por 7-0.
En 1930, Natación y Gimnasia conforma su sección de rugby, y en 1942 se funda Tucumán Rugby. Junto a Universitario Rugby Club (fundado en 1943) y Cardenales (fundado en 1944), estos cuatro clubes darían nacimiento el 29 de febrero de 1944 a la Unión de Rugby del Norte, luego renombrada Unión de Rugby de Tucumán.
Se organiza el primer campeonato de rugby de Tucumán, que es obtenido por Tucumán Rugby.

## Seleccionado de Tucumán
La primera intervención de un seleccionado de la Unión de Rugby del Norte (Tucumán) fue en 1945, enfrentando a Capital en cancha de Natación, cayendo por 53 a 3. En 1946 participa por primera vez del campeonato Argentino, en su segunda edición.
En 1966 llega por primera vez a una final del Campeonato Argentino, instancia en la que es derrotado por Provincia de Buenos Aires por 38 a 3. A partir de este año la Unión de Rugby del Norte pasa a denominarse Unión de Rugby de Tucumán.
En 1975 Tucumán vuelve a disputar la final del Argentino, en la que enfrenta a Buenos Aires en cancha de Lawn Tennis, ganando los visitantes por 42 a 6.
En 1978 Tucumán juega ante el equipo francés Stade Toulousain, el 9 de julio, ganándole por 12 a 9, en lo que fue el primer triunfo internacional resonante.
En los años 1981 y 1982 Tucumán volvería a disputar las finales del Campeonato Argentino, cayendo en ambas oportunidades ante Buenos Aires.
En 1982, en cancha de Atlético Concepción, Tucumán logra un importante triunfo internacional al derrotar a Counties Manukau de Nueva Zelanda por 27 a 24. Ese mismo año y en el mismo estadio, Tucumán obtiene otro resonante triunfo al imponerse por 16 a 11 al seleccionado nacional, Los Pumas.
En 1985 el seleccionado tucumano enfrenta a Francia, en Banda del Río Salí, siendo derrotado por 21 a 7. Luego derrota en un amistoso al Club Atlético San Isidro por 31 a 9. Por el campeonato Argentino Tucumán llega a la final, en la que enfrenta a Buenos Aires, derrotándolo 13 a 9 y coronándose por primera vez campeón argentino.
A partir de ese primer campeonato comienza una etapa en el rugby nacional marcada por la hegemonía del seleccionado tucumano, que obtendría el campeonato en siete oportunidades los siguientes nueve años. Tucumán fue campeón nacional en 1985, 1987, 1988, 1989, 1990, 1992 y 1993, y subcampeón en 1986.
Es en esta época también que el rugby tucumano comienza a labrarse un prestigio en el concierto internacional. En 1988 el seleccionado tucumano llama la atención del mundo al empatar 18 a 18 en un repleto estadio de Atlético Tucumán con la selección de Francia, siete meses después de que esta obtuviera el segundo puesto en la Copa Mundial de 1987.
En su reseña de la jornada el periodista enviado por el diario francés Midi Olympique escribía:

“Si usted es un aficionado del rugby y si algún día va a la Argentina, no se olvide de presenciar un partido en Tucumán. Allá usted verá una cosa única en el mundo. Única porque esa ciudad, situada en pleno corazón de América del Sur, está chiflada de rugby, y como sus habitantes son orgullosos y acogedores, esto da un espectáculo incomparable. En esta pasión y orgullo se encuentra, quizás, la explicación del empate poco glorioso concedido allí por el quince de Francia. En apariencia solamente, porque cuando uno ha vivido el infierno de Tucumán, se comprende mejor”.

“Con el pitazo final del árbitro se produce en Atlético Tucumán lo que no se ve en ningún otro estadio. Los espectadores no sólo cantan sino que también bailan. Y bailan a la brasileña, lo cual le haría decir a Jacques Fouroux (técnico francés): ‘Parece el Maracaná, con 180.000 espectadores menos, pero Maracaná’, con toda su locura y alegría. Ese martes a la noche Tucumán era el campeón del mundo. Los jugadores daban la vuelta de honor en medio de aplausos y danzas. Puedo asegurarles que en Francia nunca se vio algo así, de ningún equipo, ni del público, ni aun después de un título de campeón. Tucumán, sin dudas, es la ciudad más aficionada al rugby de la Argentina. Ahí, donde se perfilan las primeras ondulaciones de la cordillera, encima de los cañaverales, los franceses aprendieron que el rugby puede vivir en otra parte que en el césped demasiado verde de los ingleses y de sus descendientes”.

También en 1988 Los Naranjas enfrentan a New Zealand Maoríes, cayendo por 12 a 3.
En 1989 el seleccionado de Tucumán realiza una gira por Europa, de la que retornarían invictos, habiendo ganado los seis partidos disputados: contra el seleccionado de España (63-3, en Madrid), el combinado Euskadi (64-3, en Vizcaya), Bayonne (23-4, en Biarritz), Cognac (31-10, en La Rochelle), Batallón de Joinville (27-9, en París) y la selección de Lombardía (67-13, en Milán).
En 1990 recibe y derrota por 30 a 19 al equipo francés de Languedoc. Posteriormente se enfrentaría al seleccionado de Inglaterra, perdiendo 19 a 4, y a Auckland de Nueva Zelanda, con una derrota 45 a 8.
En 1991 los Naranjas reciben a New South Wales Waratahs, resultando un empate en 15 puntos. En el mismo año realizan su segunda gira internacional, esta vez por Nueva Zelanda y Australia, obteniendo dos reveses y tres victorias.
El 23 de junio de 1992 el rugby tucumano plasmó su hazaña más grande, al derrotar a selección de Francia 25 a 23, nuevamente en un repleto estadio de Atlético, y luego de terminar perdiendo el primer tiempo 3-23 (ganaría el segundo 22-0).
Tucumán volvería a obtener el Campeonato Argentino en las ediciones de 2005, 2010, 2013 y 2014, para totalizar a la fecha 11 campeonatos en su haber.

### Campeonatos
El equipo ganó el Campeonato Argentino 11 veces y llegó a la final otros 12.
- Campeonato Argentino de Rugby
  - Campeón (11): 1985, 1987, 1988, 1989, 1990, 1992, 1993, 2005, 2010, 2013, 2014
  - Subcampeón (12): 1966, 1975, 1981, 1982, 1986, 1995, 1999, 2000, 2006, 2007, 2008, 2009

- Seven de la República
  - Subcampeón (4): 1989, 2009, 2011, 2014, 2017, 2019

### Indumentaria
El seleccionado de Tucumán utiliza una camiseta color naranja (de allí su apodo "los naranjas") y un pantalón color azul. La camiseta suplente es de color azul.
|  |

## Plantel y cuerpo técnico

### Cuerpo técnico
- Álvaro Galindo
- Mariano Odstrcil
- Nicolás Domínguez
- Diego Vidal

## Clubes
11 clubes afiliados:
| Equipo              | Ciudad                |
| ------------------- | --------------------- |
| Cardenales          | San Miguel de Tucumán |
| Universitario       | San Miguel de Tucumán |
| Huirapuca           | Concepción            |
| Jockey Club         | Yerba Buena           |
| Los Tarcos          | San Miguel de Tucumán |
| Natación y Gimnasia | San Miguel de Tucumán |
| Lawn Tennis         | San Miguel de Tucumán |
| Tucumán Rugby       | Yerba Buena           |
| Lince               | San Miguel de Tucumán |
| Bajo Hondo          | San Miguel de Tucumán |
| Corsarios           | Tafí Viejo            |

8 clubes invitados:
| Equipo                | Ciudad                |
| --------------------- | --------------------- |
| Aguará Guazú          | Aguilares             |
| Liceo Rugby Club      | San Pablo             |
| San Isidro Rugby Club | Lules                 |
| Coipú                 | Famaillá              |
| Tafí Viejo Rugby Club | Tafí Viejo            |
| La Querencia          | Alberdi               |
| Monteros Rugby Club   | Monteros              |
| Los Alisos            | San Miguel de Tucumán |

## Torneo Regional del Noroeste
En su formato Regional, se juega desde el año 1999 (donde se invitó a Gimnasia y Tiro de Salta), los primeros campeones fueron Huirapuca y justamente, el invitado Gimnasia y Tiro de Salta, quienes compartieron el título. Actualmente participan del Regional del Noroeste, que organiza la URT, los 19 clubes tucumanos junto con seis equipos de Salta y tres de Santiago del Estero, divididos en Zona Campeonato (10 equipos) y Zona Ascenso (8 equipos), el resto al torneo Regional Desarrollo. La Zona Campeonato consiste en una fase regular de 18 fechas ida y vuelta, todos contra todos, y luego una fase eliminatoria donde se juegan semifinales y final entre los 4 primeros de la fase regular. La Zona Ascenso repite el mismo formato.

## Campeones

### Títulos delAnual Tucumano
| Equipo              | Títulos | Temporadas ganadas |
| ------------------- | ------- | --- |
| Tucumán Rugby       | 20      | 1944, 1946, 1948, 1951, 1952, 1953, 1956, 1961, 1962, 1977, 1978, 1988, 1989, 1990, 1991, 1992, 1993, 1995, 2018, 2021. |
| Universitario (T)   | 17      | 1945, 1951, 1958, 1959, 1960, 1963, 1965, 1967, 1968, 1970, 1971, 1972, 1973, 1974, 1976, 1997, 1998                    |
| Los Tarcos          | 11      | 1966, 1967, 1969, 1975, 1976, 1983, 1984, 1985, 1986, 1987, 1994.                                                       |
| Natación y Gimnasia | 8       | 1947, 1949, 1955, 1957, 1961, 1995, 1996, 2024.                                                                         |
| Tucumán Lawn Tennis | 7       | 1973, 1977, 1979, 1980, 1981, 1982, 2025.                                                                               |
| Cardenales          | 2       | 1954, 1964. |

Nota: En el año 2021 se jugaron 2 torneos (Natación ganó el apertura y Tucumán Rugby el clausura) y luego una super final de la cual salió campeón Tucumán Rugby Club.

### Títulos delRegional del NOA
| Equipo                  | Títulos | Temporadas ganadas                        |
| ----------------------- | ------- | ----------------------------------------- |
| Universitario (T)       | 7       | 2002, 2005, 2007, 2009, 2010, 2016, 2019. |
| Tucumán Lawn Tennis     | 6       | 2008, 2009, 2011, 2012, 2014 y 2024.      |
| Huirapuca               | 5       | 1999, 2001, 2003, 2013, 2022.             |
| Tucumán Rugby           | 3       | 2000, 2006, 2015.                         |
| Los Tarcos              | 3       | 2004, 2016, 2018.                         |
| Cardenales              | 2       | 2002, 2013.                               |
| Gimnasia y Tiro (Salta) | 1       | 1999.                                     |
| Natación y Gimnasia     | 1       | 2017.                                     |
| Old Lions Rugby Club    | 1       | 2023.                                     |

### Torneo del Interior "A"
| Equipo        | Campeonatos | Subcampeonatos             |
| ------------- | ----------- | -------------------------- |
| Cardenales    | 1 (2015)    | 4 (2001, 2003, 2010, 2012) |
| Universitario | 1 (2023)    | 2 (2002, 2009)             |
| Los Tarcos    | 1 (2016)    | 1 (2004)                   |
| Lawn Tennis   | 1 (2024)    | 0                          |
| Huirapuca     | 0           | 2 (2018, 2022)             |

### Títulos delNacional de Clubes
| Equipo      | Títulos | Temporadas ganadas |
| ----------- | ------- | ------------------ |
| Lawn Tennis | 1       | 2024.              |

### Títulos Totales
| Equipo                  | Títulos | Temporadas ganadas |
| ----------------------- | ------- | --- |
| Universitario (T)       | 25      | 1945, 1951, 1958, 1959, 1960, 1963, 1965, 1967, 1968, 1970, 1971, 1972, 1973, 1974, 1976, 1997, 1998, 2002, 2005, 2007, 2009, 2010, 2016, 2019, 2023. (17 anuales tucumanos, 7 regionales del noa y un torneo del interior "A"). |
| Tucumán Rugby           | 23      | 1944, 1946, 1948, 1951, 1952, 1953, 1956, 1961, 1962, 1977, 1978, 1988, 1989, 1990, 1991, 1992, 1993, 1995, 2000, 2006, 2015, 2018, 2021. (20 anuales tucumanos y 3 regionales del noa).                                         |
| Tucumán Lawn Tennis     | 15      | 1973, 1977, 1979, 1980, 1981, 1982, 2008, 2009, 2011, 2012, 2014, 2024, 2024, 2024 y 2025. (7 anuales tucumanos, 6 regionales del noa, 1 torneo del interior "A" y 1 Nacional de Clubes).                                        |
| Los Tarcos              | 14      | 1966, 1967, 1969, 1975, 1976, 1983, 1984, 1985, 1986, 1987, 1994, 2004, 2016, 2018. (11 anuales tucumanos, 3 regionales del noa y 1 torneo del interior "A")                                                                     |
| Natación y Gimnasia     | 9       | 1947, 1949, 1955, 1957, 1961, 1995, 1996, 2017, 2024.(8 anuales tucumanos y 1 regional del noa). |
| Cardenales              | 5       | 1954, 1964, 2002, 2013, 2015.(2 anuales tucumanos, 2 regionales del noa y 1 torneo del interior "A") |
| Huirapuca               | 5       | 1999, 2001, 2003, 2013, 2022.(5 regionales del noa). |
| Gimnasia y Tiro (Salta) | 1       | 1999. (Regional del Noa) |
| Old Lions               | 1       | 2023. (Regional del Noa) |

Nota: En el año 2021 se jugaron 2 torneos (sin que sea regional) y luego una super final de la cual salió campeón Tucumán Rugby Club.